# Kulturattaché
Ein Kulturattaché (weibliche Form: Kulturattachée) ist ein für kulturelle Belange zuständiger Attaché einer diplomatischen Vertretung. Als Attaché bezeichnet man in der Diplomatie den Begleiter eines Gesandten. Dieser Begleiter ist Angehöriger einer Botschaft und in seinem speziellen Ressort zum Beispiel für Ausstellungen, die Förderung seiner Sprache im Ausland und die Betreuung von Schulen und Universitäten im Gastland zuständig.
Im deutschen auswärtigen Dienst wird der Zuständige für Kultur nicht Kulturattaché, sondern Kulturreferent genannt. Der Begriff Kulturattaché selbst ist eine direkte Entlehnung aus dem Englischen und Französischen.
Diplomaten und Attachés werden in Deutschland in der Akademie Auswärtiger Dienst ausgebildet. Sie durchlaufen die Attachéausbildung als vorgeschriebenen Vorbereitungsdienst.

## Trivia
Es gibt aus der Zeit des Kalten Krieges den Mythos, dass der Titel des Kulturattachés oft als Tarnung für Geheimdienstmitarbeiter, die diplomatische Immunität erhalten sollen, genutzt wird. Dadurch wird „Kulturattaché“ auch oft bewusst als Euphemismus für einen Geheimdienstmitarbeiter verwendet. Diese Idee wurde in Filmen wie Sneakers, Projekt: Peacemaker oder Dame, König, As, Spion umgesetzt.